# 藤井貴彦
藤井 貴彦（ふじい たかひこ、1971年〈昭和46年〉12月3日 - ）は、フリーアナウンサー。元日本テレビのエグゼクティブアナウンサー。

## 略歴
- 東京都新宿区生まれで、世田谷区、神奈川県横浜市旭区、綾瀬市で育つ。左利き[2]。 神奈川県立厚木高等学校を卒業。短ラン[3]を身につけるなど、かなりやんちゃな高校生活を送っていたと同級生は語る[4]。慶應義塾大学環境情報学部卒業後、1994年に日本テレビに入社。同期に羽鳥慎一がいる。2020年9月まで同じ日本テレビアナウンサーであった藤井恒久は同姓だが血縁はない。
- 入社後はスポーツ中継や『投稿!特ホウ王国』や『ウッチャンナンチャンのウリナリ!!』などバラエティ番組を担当し、2006年度から全国高校サッカー決勝を実況して盛岡商、流経大柏、広島皆実の初優勝を伝えた。
- 2008年に第42回スーパーボウルの実況を担当する。
- 2010年3月29日開始の新番組『news every.』でメインキャスターを務め、『NNNニュースプラス1』以来5年ぶりに夕方の報道番組を担当する。
- 2012年に第33回NNSアナウンス大賞テレビ部門大賞受賞。
- 2013年6月2日に、北日本放送が主催した『日医工 presents いっちゃん!リレーマラソン』にゲストランナーとして参加した。その模様が『ゼロいち』や『KNBニュース』で放送された。
- 2023年12月14日に、2024年3月で『news every.』を降板して4月から『news zero』で有働由美子からメインキャスターを後継することが発表された。また同月以降はフリーアナウンサーとして活動し[5]、個人事務所を設立してセント・フォースと業務提携することを公表した[6]。

## 人物

### 趣味・嗜好・特技
- ゴルフ、酒[7]、間取りを見ること

### 免許・資格
- 酒が好きで、2018年に日本酒とワインの民間検定に合格する[8]。
- 幼少期から不動産に興味があり「地名と金額の書いてあるもの大好き」であったが、のちに「不動産好き、間取り好き、物件好き」となり、51歳で宅地建物取引士となる[9]。

## エピソード
- 大学時代にフジテレビでアルバイトをしていた[10]。
- 1999年8月31日に『ウリナリ』のドーバー海峡横断部に、リレーメンバーとして参加した。合宿は、当初予定していた一時間×3の遠泳終了後に進んで居残り練習を提案するなど熱心に活動した。横断に成功してチャネルスイマーとなり、日本テレビアナウンス部から激励の寄せ書きを受け取り、現在でも大切に保管している。
- 同期の羽鳥慎一とともに180cmを超える高身長で「日本テレビのツインタワー」とも呼ばれ、『ズームイン!!サタデー』総合司会就任時の番宣ではこの点もPRされた[11]。
- 『ズームイン!!サタデー』のマスコットキャラクター『サタボー』の顔立ちと利き腕は藤井がモデルである[12]。
- 『news every.』のキャスターブログにて、既婚者であることを公にしている[13]。当番組では他のキャスターから「キャプテン」と呼ばれている[14][15]。名付けたのは当時の共演者である小山慶一郎[8]。
- NNN・NNS系列局の同期には札幌テレビ放送の内山佳子、土谷嘉良子（現・フリー）、青森放送の古池雄、松尾志織（後に退社）、テレビ岩手の青山美保（後に退社）、テレビ新潟の須山司、前述の北日本放送に在籍していた渡辺一宏（現・フリー）、テレビ金沢に在籍していた栄永香織、広島テレビ放送に在籍していた竹山まゆみ（現・フリー）等がおり、同系列局の後輩で、news every.の鹿児島版・『KYT news every.』のメインキャスターでもある内田直之（鹿児島読売テレビ）は藤井と親交が深く、同じく同系列局の後輩で、news every.の山陰版・『ニュースevery日本海』のメインキャスターである福谷貞夫（日本海テレビ）は山口放送在籍時からのニックネーム・熱血男の名づけ親が藤井にあたる。
- 2022年12月8日、ウリナリのドーバー海峡以来、約20年ぶりにウッチャンナンチャンと特番『あなたは知ってる？知らない？ 超レア映像遺産ショー～日本テレビ70年の映像から大捜索！』で共演[16]。

## 出演

### テレビ
報道・情報・バラエティ番組（フリー転身後も含めて）
| 期間           | 期間           | 番組名                                 | 役職                               |
| -------------- | -------------- | -------------------------------------- | ---------------------------------- |
| 1995年10月2日  | 1996年9月27日  | NNNニュースプラス1【平日版】           | スポーツキャスター                 |
| 1996年4月      | 2002年3月      | ウッチャンナンチャンのウリナリ!!       | 番組コーナーでの進行役             |
| 1996年9月30日  | 2002年3月29日  | NNNニュースプラス1                     | サブキャスター                     |
| 2002年4月7日   | 2002年9月29日  | 新ニッポン探検隊                       | アシスタント                       |
| 2002年9月30日  | 2005年3月26日  | NNNニュースプラス1                     | キャスター                         |
| 2005年4月3日   | 2005年9月25日  | NNNニュースサンデー                    | キャスター                         |
| 2005年10月     | 2006年3月      | NNNニューススポット                    | シフト勤務キャスター               |
| 2006年4月1日   | 2010年3月27日  | ズームイン!!サタデー                   | 司会                               |
| 2008年4月1日   | 2013年12月26日 | 鳩の休日 ※同局のジャンクション         | 15秒短縮アレンジ版でのナレーション |
| 2010年3月29日  | 2024年3月22日  | news every.                            | キャスター                         |
| 2021年4月2日   | 2022年9月30日  | MUSIC BLOOD                            | ナレーション                       |
| 2022年6月29日  | 2022年6月29日  | ZIP!                                   | ゲスト出演                         |
| 2023年10月21日 | 2024年3月30日  | ニッポン人の頭の中                     | レギュラー司会                     |
| 2024年4月1日   | 現在           | news zero（日本テレビ）                | 月～木曜日キャスター               |
| 2024年4月5日   | 現在           | 花のテレ金ちゃん（テレビ金沢）         | 月1回金曜日ゲストコメンテーター    |
| 2024年4月19日  | 現在           | 5きげんテレビ（テレビ岩手）            | 月1回金曜日ゲストコメンテーター    |
| 2024年5月17日  | 現在           | 夕方ワイド新潟一番・一部（テレビ新潟） | 月1回金曜日ゲストコメンテーター    |
| 2024年9月13日  | 現在           | News Ch.4（南海放送）                  | 不定期→隔月キャスター              |

実況・代理担当・不定期出演・特別番組
- スポーツ中継（サッカー、フットボール、テニス）
- 投稿!特ホウ王国 - 特派員
- ズームイン!!朝!（福澤朗〈現・フリーアナウンサー〉不在時の代理総合司会）
- ズームイン!!SUPER（羽鳥慎一不在時の代理総合司会）
- スッキリ（加藤浩次休養時及び『めちゃ×2イケてるッ!』〈フジテレビ〉のロケで不在時の総合司会代理）
- どんまい!!スポーツ&ワイド
- アテネオリンピック - 現地リポーター
- 皇室日記（久能靖の代理として担当した）
- バンクーバーオリンピック（ジャパンコンソーシアムのアナウンサーとして派遣）・カーリング女子実況
- 1000年後に残したい…報道映像2011
- ダウンタウンのガキの使いやあらへんで!絶対に笑ってはいけない大貧民GoToラスベガス24時!（2020年12月31日） - ニュースキャスター

### バラエティ
- ぐるぐるナインティナイン　グルメチキンレース・ゴチになります!（2024年5月2日、日本テレビ） - VIPチャレンジャー
- 日本じゃ放送できません!? 世界ヒジョーシキTV（2024年10月5日、フジテレビ） - MC
- X秒後の新世界（2025年1月26日 - 、日本テレビ） - メインキャスト

### テレビドラマ
- マイ★ボス マイ★ヒーロー 最終回（2006年9月16日、日本テレビ） - ニュースキャスター 役

### 司会進行
- 崖の上のポニョ（2008年7月19日） - スカラ座で行われた初日舞台挨拶の司会を担当

### 映画
- 模倣犯（2002年、東宝） - アナウンサー 役
- あの人が消えた（2024年、TOHO NEXT） - アナウンサー 役[20]

### 吹き替え
- ローマの休日（2022年、日本テレビ） - 男性キャスター 役[21]

### ラジオ
- 土曜のラジオ番組（RKK）（2023年10月15日、「イントロ早押しクイズ」のコーナーに録音音声で出演。2024年10月6日、シークレットゲストとして生出演[22]）
- 藤井貴彦 グッドラック!（2024年5月6日、ニッポン放送） - パーソナリティ[23]
- 藤井貴彦 Saturday Night Buzz（2024年11月9日 - 、ニッポン放送） - パーソナリティ ※初のレギュラーラジオ番組[24]
- 垣花・羽鳥・藤井のフリーなラジオ（2024年12月10日･12月13日、ニッポン放送）

### インターネット
- 藤井貴彦のふるまい酒（YouTube）

## 出版
- 伝える準備（2021年7月16日、ディスカヴァー・トゥエンティワン）
- 伝わる仕組み 毎日の会話が変わる51のルール（2022年2月16日、新潮社）
- 想いを言葉に変える 5行日記（2022年12月23日、ディスカヴァー・トゥエンティワン）